# Distrikt San Gregorio
Der Distrikt San Gregorio liegt in der Provinz San Miguel in der Region Cajamarca im Norden Perus. Der Distrikt wurde am 2. Januar 1857 gegründet. Er besitzt eine Fläche von 308 km². Beim Zensus 2017 wurden 2304 Einwohner gezählt. Im Jahr 1993 lag die Einwohnerzahl bei 3097, im Jahr 2007 bei 2502. Sitz der Distriktverwaltung ist die 1844 m hoch gelegene Ortschaft San Gregorio mit 139 Einwohnern (Stand 2017). San Gregorio befindet sich 27,5 km westsüdwestlich der Provinzhauptstadt San Miguel de Pallaques.

## Geographische Lage
Der Distrikt San Gregorio befindet sich an der Westflanke der peruanischen Westkordillere im Südwesten der Provinz San Miguel. Er umfasst das obere Einzugsgebiet des Río Chamán.
Der Distrikt San Gregorio grenzt im Westen an die Distrikte Chepén und Pacanga (beide in der Provinz Chepén), im Nordwesten an den Distrikt Nanchoc, im Nordosten an den Distrikt Niepos, im Osten an den Distrikt Unión Agua Blanca sowie im Süden an den Distrikt Yonán (Provinz Contumazá).

## Ortschaften
Im Distrikt gibt es neben dem Hauptort folgende größere Ortschaften:
- Casa Blanca